# Какинац
Какинац је насељено место у општини Ровишће, у Бјеловарско-билогорској жупанији, Република Хрватска.

## Историја
До територијалне реорганизације припадао је бившој великој општини Бјеловар.

## Становништво
По попису из 2001. године село је имало 79 становника. Насеље је према попису становништва из 2011. године имало 78 становника.
| Националност       | 1991.       | 1981.       | 1971.       | 1961.        |
| Хрвати             | 44 (48,88%) | 68 (50,00%) | 83 (47,42%) | 94 (46,07%)  |
| Срби               | 22 (24,44%) | 59 (43,38%) | 84 (48,00%) | 105 (51,47%) |
| Југословени        | 16 (17,77%) | 9 (6,61%)   | 5 (2,85%)   | 2 (0,98%)    |
| остали и непознато | 8 (8,88%)   | 0           | 3 (1,71%)   | 3 (1,47%)    |
| Укупно             | 90          | 136         | 175         | 204          |